# Середовище Ендо
Середовище Ендо  (Агар Ендо) — слабоселективне диференційно-діагностичне середовище для виділення ентеробактерій. Середовище Ендо відноситься до щільних середовищ для виділення чистих культур. Готове середовище прозоре і має блідо-рожевий колір.

## Принцип дії

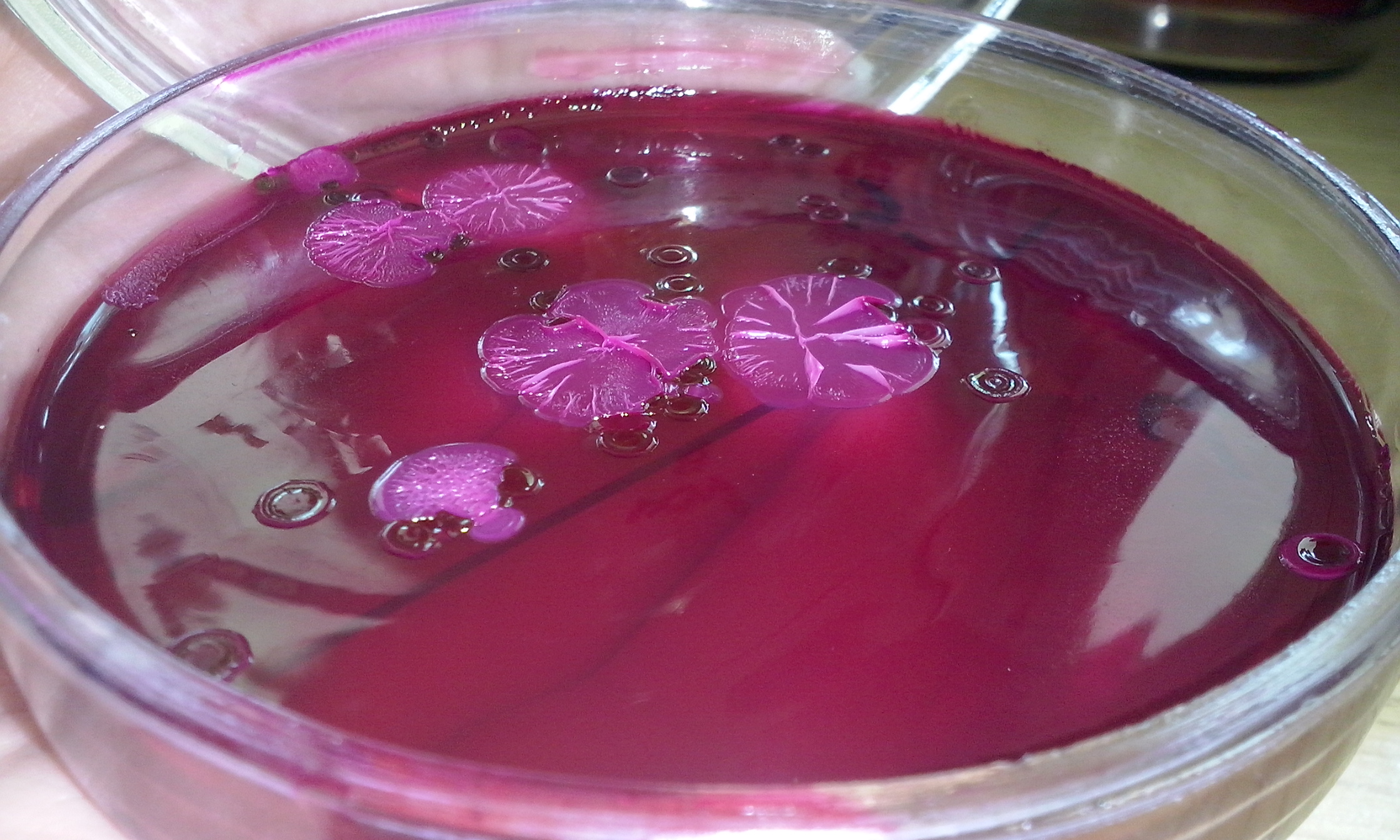
Культивування бактерій на чашці Петрі на селективному середовищі Ендо.

Основним реактивом, важливим для диференціації, є лужний фуксин, який знебарвлюється в середовищі при додаванні сульфіту натрію (Na2SO3). Крім того, присутність у середовищі цих реагентів зумовлює інгібуючу дію на грампозитивну мікрофлору.
Бактерії, здатні ферментувати лактозу, змінюють рН середовища в кислу сторону внаслідок утворення кінцевого продукту розщеплення — ацетилальдегіду. Останній, реагуючи з сульфітом натрію, сприяє появі червоного забарвлення. Тому лактозопозитивні бактерії виростають у вигляді яскраво-рожевих і червоних колоній, часто з металевим зеленуватим блиском.
Колонії бактерій, що не зброджують лактозу, безбарвні або слабкозабарвлені.

## Склад
Агар Ендо випускають у сухому вигляді
| Склад                     | г/л  |
| ------------------------- | ---- |
| Поживний агар сухий       | 26,5 |
| Вітамінний препарат «ЕКД» | 1,22 |
| Лужний фуксин             | 0,23 |
| Цукор молочний            | 10,7 |
| Динатрію фосфат           | 0,48 |
| Сульфіт натрію безводний  | 0,83 |
| Натрій вуглекислий        | 0,03 |

## Спосіб приготування
1940 (точну наважку див. на упаковці) агару Ендо розчинити в 1 л дистильованої води, прокип'ятити до повного розплавлення агару 2-3 хв, профільтрувати і знову довести до кипіння, остудити до температури 45-50 ° С, розлити в стерильні чашки Петрі шаром 3-4 мм, після застигання підсушити при температурі (37 ± 1) ° С протягом 40-60 хвилин.
Готове поживне середовище необхідно використовувати в день приготування.
Зберігати до посіву у темряві.

## Зберігання
Агар Ендо гігроскопічний, світлочутливий.
Зберігати герметично закритим в приміщенні з відносною вологістю повітря не більше 60 % і температурою від 2 до 25 ° С.
Термін придатності середовища Ендо зазначений на упаковці.